# The Last Shot (film 1916)
The Last Shot è un cortometraggio muto del 1916 diretto da George Terwilliger.

## Produzione
Il film fu prodotto dalla Lubin Manufacturing Company.

## Distribuzione
Distribuito dalla General Film Company, il film - un cortometraggio di due bobine - venne distribuito nelle sale statunitensi l'8 febbraio 1916.